# Saint-Étienne-de-Serre
Saint-Étienne-de-Serre ist eine französische Gemeinde im Département Ardèche in der Region Auvergne-Rhône-Alpes. Sie grenzt im Nordwesten an Saint-Pierreville, im Norden an Gluiras, im Nordosten an Saint-Sauveur-de-Montagut, im Südosten an Pranles, im Süden an Creysseilles und im Südwesten an Issamoulenc. Die Bewohner nennen sich Serrous oder Serrouses.

## Bevölkerungsentwicklung
| Jahr                       | 1962 | 1968 | 1975 | 1982 | 1990 | 1999 | 2008 | 2013 |
| -------------------------- | ---- | ---- | ---- | ---- | ---- | ---- | ---- | ---- |
| Einwohner                  | 336  | 317  | 254  | 192  | 186  | 172  | 209  | 222  |
| Quellen: Cassini und INSEE |      |      |      |      |      |      |      |      |